# Live at the Marquee (album Dream Theater)
Live at the Marquee – album koncertowy progresywnometalowego zespołu Dream Theater, nagrany w londyńskim klubie Marquee.

## Twórcy
- James LaBrie – śpiew
- Kevin Moore – instrumenty klawiszowe
- John Myung – gitara basowa
- John Petrucci – gitara elektryczna
- Mike Portnoy – instrumenty perkusyjne

## Lista utworów
1. "Metropolis" – 9:36
2. "A Fortune in Lies" – 5:10
3. "Bombay Vindaloo" – 6:48
4. "Surrounded" – 6:00
5. "Another Hand – The Killing Hand" – 10:30
6. "Pull Me Under" – 8:42